# Immunsuppression
Immunsuppression är när immunförsvaret är nedsatt, vilket kan framkallas frivilligt med immunosuppressiva läkemedel för behandling av autoimmunitet och vid transplantationer, eller uppkomma i form av sjukdom som fallet med HIV, undernäring, eller lymfom.